# Bataille de Qadesh
Vous lisez un « bon article » labellisé en 2012.
Guerre Égypte-Hittites
La bataille de Qadesh (ou Kadech) est une bataille qui a eu lieu aux environs de 1274 av. J.-C. et qui a opposé deux des plus grandes puissances du Moyen-Orient : l'empire hittite de Muwatalli, dont le centre était en Anatolie centrale, et le Nouvel Empire égyptien de Ramsès II. Cette bataille s'est déroulée aux abords de Qadesh, dans le Sud de l'actuelle Syrie. Son résultat est discuté parce qu'il semble indécis. Bien qu'ayant commencé à l'avantage des Hittites, elle se solde par un renversement de situation en faveur des Égyptiens, mais il est parfois considéré que les Hittites sont vainqueurs si on tient compte des gains territoriaux obtenus après le conflit.
La bataille de Qadesh est la première bataille documentée par des sources antiques, des textes et des images gravés sur les murs de temples égyptiens sur l'ordre de Ramsès II. Il s'agit également de la plus grande bataille de chars répertoriée. En raison de la précision des sources égyptiennes, quoique leur fiabilité soit discutée, elle est devenue un objet d'étude pour nombre d'amateurs, chercheurs spécialistes en sciences militaires et historiens. Elle est également un objet d'étude sur la propagande et l'idéologie royale au travers de son impressionnante commémoration par Ramsès II qui la voit comme une victoire personnelle même si elle n'est pas vraiment un succès pour son royaume. L'absence de comptes rendus hittites de la bataille laisse cependant un point de vue biaisé sur celle-ci.

## Sources

### Temples égyptiens
Très peu de temps après la bataille, Ramsès II ordonne sa commémoration sur les murs de plusieurs de ses temples, témoignant de l'importance de l'événement pour son règne. La bataille de Qadesh est décrite dans cinq temples différents : dans un état fragmentaire sur deux murs du temple de Rê à Abydos, sans doute la plus ancienne version ; en deux endroits dans le temple d'Amon à Karnak ; en trois emplacements dans le temple d'Amon à Louxor ; deux dans chacune des grandes cours du Ramesséum, le temple des millions d'années de Ramsès II à Thèbes-Ouest ; et enfin une présentation plus courte dans la première salle hypostyle du temple principal d'Abou Simbel en Nubie,. Des copies de ces textes sur papyrus en hiératique ont également été retrouvées.

#### Textes
Trois textes commandités par Ramsès et répétés en plusieurs exemplaires rapportent la bataille de façon différente :
- le Poème de Pentaour (P) est un récit épique de la bataille que Ramsès II a fait écrire après le combat par le scribe Pentaour. Il s'agit d'un long texte (350 lignes), dont subsistent huit copies dans des temples ainsi que deux sur des papyrus. C'est la présentation la plus détaillée du combat, mais aussi la plus poétique et la plus romancée, celle qui met le plus en avant les qualités du roi et surtout son lien avec le dieu Amon, célébré dans un poème inclus dans le récit[7] ;
- le Bulletin (B) est un texte plus concis (110 lignes) dont il existe sept copies en bas-relief, aux côtés de celles du Poème, qui n'évoque pas la présence d'Amon et se concentre sur l'héroïsme du roi. Il sert de commentaire aux représentations sur bas-relief[8] ;
- les légendes des bas-reliefs (R) constituent une troisième source écrite. Ces commentaires des représentations figurées de la bataille fournissent parfois des informations non rapportées par les deux textes[9].

#### Bas-reliefs

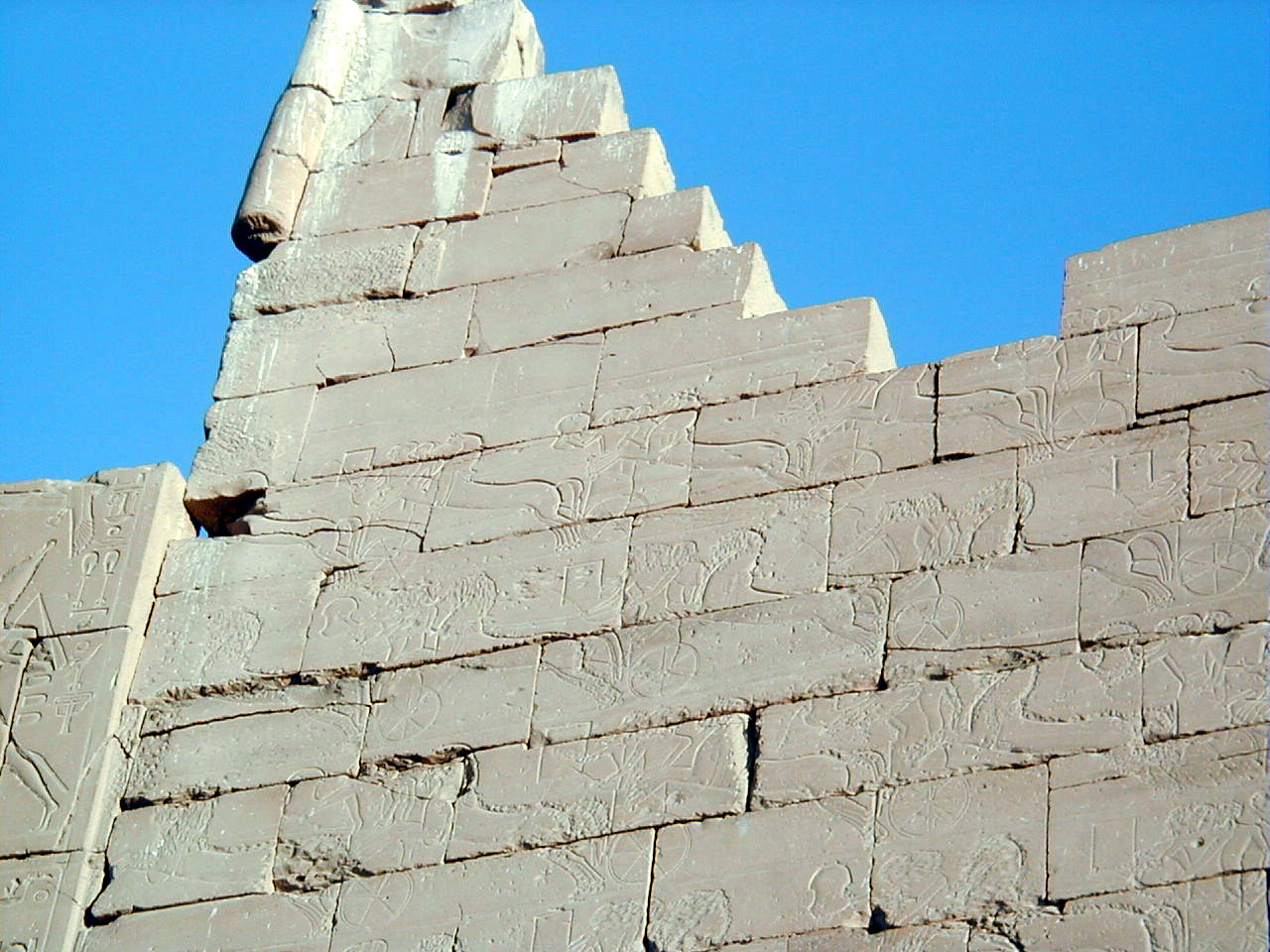
Scènes de la bataille de Qadesh gravées sur le premier pylône du Ramesséum (Thèbes).

Les bas-reliefs des temples égyptiens ont été beaucoup utilisés par les rois de la XIXe dynastie pour commémorer leurs exploits militaires. Ramsès II suit en cela l'exemple de son père Séthi Ier qui a fait représenter sa victoire sur les Hittites sur les murs de Karnak. Parmi les différentes campagnes de Ramsès mises en image sur les murs, celle de Qadesh est la plus attestée. Ces représentations imagées sont en relation étroite avec le Poème et le Bulletin qu'elles illustrent, tandis que les légendes apportent des précisions pour leur compréhension. Les bas-reliefs sont traditionnellement divisés en plusieurs parties représentant des moments clés de la bataille. Un premier groupe de scènes est constitué par les événements se déroulant dans le camp égyptien et un second concerne la bataille à proprement parler. Sont particulièrement mis en avant le camp égyptien et le conseil de guerre précédant la bataille, puis l'attaque hittite et surtout la réaction du roi qui défait ses adversaires sur son char, et la débandade de l'armée hittite. D'autres tableaux représentent le roi capturant des prisonniers, et les offrandes qu'il effectue aux dieux lors de son retour en Égypte pour les remercier de lui avoir accordé la victoire,,,.
Ces scènes narratives remarquables visent avant tout à magnifier les exploits du roi, tout comme les textes, mais elles apportent des représentations vivantes et dramatiques des événements comme la bastonnade des patrouilleurs hittites capturés ou encore la situation pathétique des vaincus lorsqu'ils sont repoussés vers les zones marécageuses et se noient. Elles rapportent des faits délaissés par les textes, comme le rôle des Na'arin. Ces documents permettent également de mieux connaître l'organisation, l'armement et les techniques de combat,.

### Sources hittites
Aucun texte hittite décrivant la bataille de Qadesh n'est connu. Muwatalli II n'a pas laissé de texte officiel commémorant ses campagnes militaires, mais le conflit l'ayant opposé à Ramsès II est néanmoins mentionné dans des textes émanant de ses successeurs : l'Apologie (CTH 81) et un décret (CTH 86) de son frère Hattusili III qui était présent sur le champ de bataille, ainsi que le prologue historique du traité conclu entre le fils de ce dernier, Tudhaliya IV, et le roi Shaushgamuwa d'Amurru (CTH 105). La bataille de Qadesh semble évoquée dans des lettres envoyées par Ramsès II à Hattusili III, mais il s'agit de sources provenant d'Égypte, qui de toute manière sont dans un état trop lacunaire pour être bien comprises.

## Contexte

### Le conflit égypto-hittite

La situation géopolitique du Moyen-Orient vers 1300 av. J.-C. (l'Amurru et Qadesh sont figurés parmi les vassaux des Hittites).

Au début du XIIIe siècle avant notre ère, les Égyptiens et les Hittites sont en relation conflictuelle depuis plus d'une vingtaine d'années. Les deux pays se disputent la domination sur plusieurs principautés de Syrie, région riche mais fragmentée politiquement, ce qui facilite les intrusions des grands royaumes voisins qui se la disputent depuis plus de deux siècles. Les deux royaumes entretenaient pourtant des relations cordiales auparavant : sans frontière commune durable, ils ont longtemps entretenu chacun de leur côté une rivalité contre le royaume du Mittani qui dominait la majeure partie de la Syrie. L'alliance qui se noue finalement entre l'Égypte et le Mittani n'entache pas les bonnes relations entre rois égyptiens et hittites, bien que ces derniers restent adversaires du Mittani.
L'équilibre est vraiment rompu par les campagnes du monarque hittite Suppiluliuma Ier contre le Mittani dans les années 1340/1330 av. J.-C., qui se soldent par la désagrégation du royaume mittanien et l'établissement de la domination hittite sur la majeure partie de la Syrie. Plusieurs vassaux égyptiens basculent même dans le camp hittite, comme Ugarit, l'Amurru et Qadesh, mais il ne semble pas que le pharaon de l'époque, Akhenaton, ait jugé nécessaire de combattre pour les récupérer. Le conflit entre l'Égypte et le Hatti éclate, selon les sources hittites, à la suite de l'affaire de la demande d'une reine égyptienne, sans doute Ânkhésenamon, veuve de Toutânkhamon, qui réclame à Suppiluliuma un de ses fils en mariage pour en faire le roi du pays égyptien. Après des hésitations le roi hittite accepte la proposition et envoie son fils Zannanza comme promis à la reine, mais il est assassiné en chemin. Le roi hittite choisit alors d'entrer en conflit contre l'Égypte en dépit du traité d'amitié qui lie les deux pays depuis longtemps,. Les conflits, menés par les fils du roi hittite vieillissant, ne donnent pas lieu à des résultats significatifs. La réplique égyptienne aux progrès hittites ne vient qu'avec Horemheb, considéré comme le dernier pharaon de la XVIIIe dynastie. Il soutient une révolte de plusieurs vassaux hittites, notamment Qadesh et Nuhasse, qui sont difficilement soumis par les troupes hittites menées par des princes hittites (notamment celui de Karkemish). Le roi Mursili II intervient par la suite en personne pour rétablir la cohésion parmi ses vassaux, en concluant plusieurs traités de paix avec eux.

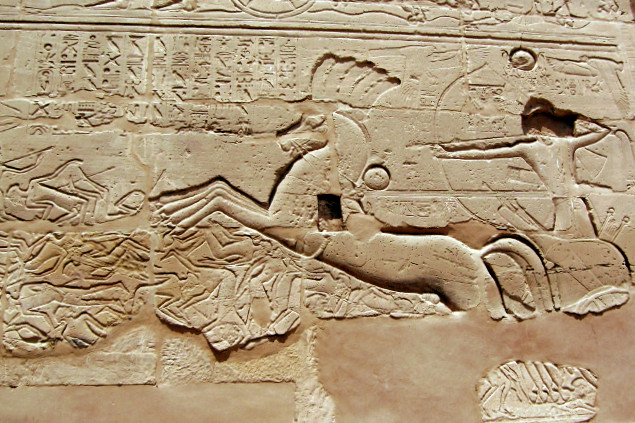
Séthi Ier au combat, du temple d'Amon-Rê de Karnak.

Mais la situation change, et les Hittites sont désormais sur la défensive face aux Égyptiens. Séthi Ier, deuxième pharaon de la XIXe dynastie, veut mener la revanche égyptienne en reprenant les vassaux perdus. Il commémore sa victoire contre les Hittites par une inscription accompagnée de relief dans un temple de Karnak. Il réussit à s'emparer de Qadesh, alors que le roi Bentesina d'Amurru rallie son camp,,. Les troupes hittites vaincues à ce moment sont sans doute dirigées par le vice-roi de Karkemish qui supervisait la domination hittite en Syrie, le roi Muwatalli II étant alors retenu en Anatolie occidentale où il doit mater des rébellions jugées sans doute plus menaçantes que la situation en Syrie, en dépit du fait que son autre adversaire dans la région, l'Assyrie, progresse également. La réaction hittite est lente. Qadesh revient dans l'orbite hittite dans les années qui suivent, dans des conditions méconnues car les sources hittites ne documentent pas ces événements,.
À l'avènement de Ramsès II vers 1279 av. J.-C., seul l'Amurru est resté dans le camp égyptien, mais Muwatalli accentue la pression pour le faire revenir dans son camp. Les trois premières années de règne du nouveau pharaon sont consacrées à des affaires internes, puis il passe à l'action en 1275 av. J.-C. en menant une première campagne vers l'Amurru, en passant sans doute par la mer, laissant au passage une stèle à Nahr el-Kalb (sur le littoral du Liban central). Cette expédition vise sans doute à démontrer qu'il soutient son vassal face aux Hittites. Les deux adversaires préparent leurs troupes pour l'année suivante, et c'est à ce moment que débutent les récits de la bataille de Qadesh laissés par Ramsès.

### Les objectifs

La Syrie à l'époque de la bataille de Qadesh.

La bataille de Qadesh est généralement présentée comme ayant pour but la domination de la ville de Qadesh, : les Égyptiens veulent la reprendre alors que les Hittites veulent la conserver, après l'avoir récupérée à la suite du conflit contre Séthi Ier. Les textes égyptiens ne mentionnent pas explicitement cet objectif : si c'était bien le but de Ramsès, il est logique qu'il n'apparaisse pas dans les textes à sa gloire, n'ayant pas été rempli. Les ruines de Qadesh sont couramment identifiées à celles du Tell Nebi Mend, aujourd'hui au sud-ouest de la Syrie près de la frontière libanaise, vingt-cinq kilomètres au sud de Homs. C'est sans doute un vassal intéressant du fait de sa position : Qadesh dispose d'une situation avantageuse sur l'Oronte qui coule du sud vers le nord et constitue une artère commerciale importante, ouvrant au sud sur la plaine de la Bekaa. Vers l'ouest, la côte méditerranéenne (le long de laquelle s'étend l'Amurru) est accessible par la « trouée de Homs », affaissement situé entre le Djébel Ansariyé et le mont Liban. C'est donc une ville de carrefour.
Mais le seul objectif explicitement connu à cette bataille est celui des Hittites, l'Amurru. Ce royaume est situé vers le nord-ouest, autour du Djébel Ansariyé, et le long du littoral. C'est un ancien vassal de l'Égypte passé dans le camp hittite, puis à nouveau dans celui de l'Égypte. Le traité conclu environ un demi-siècle après la bataille entre son roi Shaushgamuwa et le hittite Tudhaliya IV (neveu de Muwatalli), rappelant le conflit entre Muwatalli et Ramsès, désigne clairement ce royaume comme objectif des Hittites : 

« Quand Muwatalli, le frère du père de Mon Soleil (Tudhaliya), le peuple de l'Amurru l'a trahi et lui a dit : « D'hommes libres nous sommes devenus des vassaux. Mais désormais nous ne sommes plus tes vassaux ! » Et ils ont suivi le roi d'Égypte. Alors Muwatalli, le frère du père de Mon Soleil, et le roi d'Égypte se sont affrontés pour le peuple de l'Amurru. »

— Traité entre Tudhaliya IV et Shaushgamuwa.
Il s'agit logiquement pour les Hittites de récupérer un vassal perdu. Il se peut également que la défense de son vassal soit l'objectif premier de Ramsès, qui ne chercherait pas alors à prendre Qadesh, mais voudrait seulement traverser son territoire sans projet de l'assiéger,.
Quoi qu'il en soit, l'enjeu de la bataille dépasse le simple conflit territorial : les deux camps souhaitent apporter la preuve de leur supériorité sur l'adversaire sur le champ de bataille pour pouvoir affirmer l'hégémonie sur la Syrie. Cette région est au cœur des rivalités durant le Bronze récent. Aucune grande puissance n'en est originaire depuis la chute du grand royaume d'Alep (Yamhad) au début du XVIe siècle et elle est morcelée entre des petites principautés incapables de rivaliser avec les grands royaumes les entourant (les Hittites, l'Égypte, le Mittani puis l'Assyrie). En dépit de leur faiblesse politique, ces petits États sont souvent riches, grâce à leurs productions agricoles et surtout leur commerce, car ils sont situés aux débouchés de routes essentielles pour l'approvisionnement des régions voisines en divers métaux, notamment l'étain venu d'Iran, essentiel pour la réalisation d'objets en bronze qui est encore le métal le plus forgé pour les outils et les armes de cette période.

## Préparatifs et forces en présence

### Du côté égyptien
Les troupes de Ramsès quittent l'Égypte vers mars-avril, le 9e jour du 2e mois de Chémou selon le calendrier égyptien, depuis la ville Pi-Ramsès située à l'est du delta du Nil et en direction de Qadesh et de l'Amurru.
Les troupes égyptiennes sont dirigées par un état-major où le roi occupe le rang de commandant en chef, assisté par le vizir, un ministre chargé de la guerre ainsi que plusieurs généraux et les fils de Ramsès qui doivent être formés à l'art militaire en suivant leur père. Ce conseil se réunit avant le combat dans la grande tente qui domine le campement égyptien. Les troupes sont constituées de quatre « divisions » portant le nom d'une divinité : respectivement les divisions d'Amon, Rê, Ptah et Seth, les quatre principaux dieux de la monarchie à cette époque, dont elles portaient les bannières. Elles sont respectivement basées à Thèbes, Héliopolis, Memphis et Pi-Ramsès. Chaque division est dirigée par un commandant en chef, et dispose également de ses services de logistique assurés par des scribes, ainsi que des hérauts qui assurent la communication entre les différentes composantes de l'armée, en particulier pour la transmission des ordres des supérieurs. On estime qu'elles constituent chacune une force de 5 000 soldats, qui sont des guerriers de métier disposant de ressources régulières (rations, salaires ou terres de service) et de conscrits. Les divisions sont subdivisées en vingt compagnies dirigées par des « porte enseignes » et elles-mêmes subdivisées en cinq sections de cinquante hommes dirigées par des officiers. Les fantassins constituent la majorité de ces troupes. Ils disposent de boucliers de cuir, de massues, de haches, de lances, de javelots, de dagues et d'épées recourbées (khépesh). Les troupes de choc sont les escadrons de chars légers à deux roues, montés par deux soldats, un conducteur et un archer qui dispose également d'autres armes pour le combat rapproché, et tirés par deux chevaux. Ils sont peut-être cinq-cents par division, eux-mêmes regroupés en unités de vingt-cinq chars. Les officiers encadrant les chars de combat sont parmi les plus prestigieux de l'armée égyptienne : le « lieutenant de charrerie », le « directeur des chevaux » et d'autres. C'est une force plus importante que celle de Séthi qui avait mobilisé trois divisions lors du précédent conflit contre les Hittites, et encore plus que celle dont Thoutmôsis III disposait à Megiddo où il avait mobilisé « seulement » 924 chars. Les chars légers sont les troupes de choc des champs de bataille du Moyen-Orient de l'Âge du Bronze récent, utilisées pour lancer les premières offensives avant que l'infanterie ne prenne le relais,,.
En plus des quatre divisions, l'armée égyptienne compte d'autres troupes, notamment des auxiliaires, les mercenaires Shardanes, un des futurs « Peuples de la mer », qui sont d'anciens captifs de guerre que le roi a intégré à ses propres troupes en raison de leur qualité militaire, notamment leurs armes spécifiques, comme leurs épées longues. Ils sont encadrés par des officiers Égyptiens. Le dernier corps mentionné est celui des troupes dites Na'arin, souvent évaluées de façon arbitraire à 2 000 hommes environ. Leur origine n'est pas expliquée et est débattue : il a été proposé de les voir comme des troupes égyptiennes (peut-être une unité d'élite) ou bien des troupes d'Amurru ou recrutées plus largement en Canaan,,. On ne sait donc pas exactement s'ils ont accompagné le reste des troupes depuis l'Égypte, ou encore s'ils sont arrivés sur le champ de bataille depuis le littoral et ont rejoint le reste de l'armée au moment de la bataille depuis l'Amurru,,.
Cela constitue au total une force de plus de 20 000 hommes, peut-être 25 000, à laquelle il faut ajouter la logistique qui n'est pas comptabilisée dans les données des textes antiques qui ne s'intéressent qu'aux combattants. On notera que les vassaux égyptiens du Levant ne sont pas mentionnés, y compris l'Amurru, à moins qu'il ne faille les voir derrière les Na'arin. Il convient au moins d'admettre qu'ils ont apporté un soutien logistique à l'armée de leur suzerain via le système tributaire. Ce dernier dispose également de garnisons permanentes installées dans ses dépendances, peu nombreuses mais qui peuvent avoir eu un rôle d'informateurs et de logistique,.

### Du côté hittite

Localisation des régions et principales villes de l'Anatolie hittite.

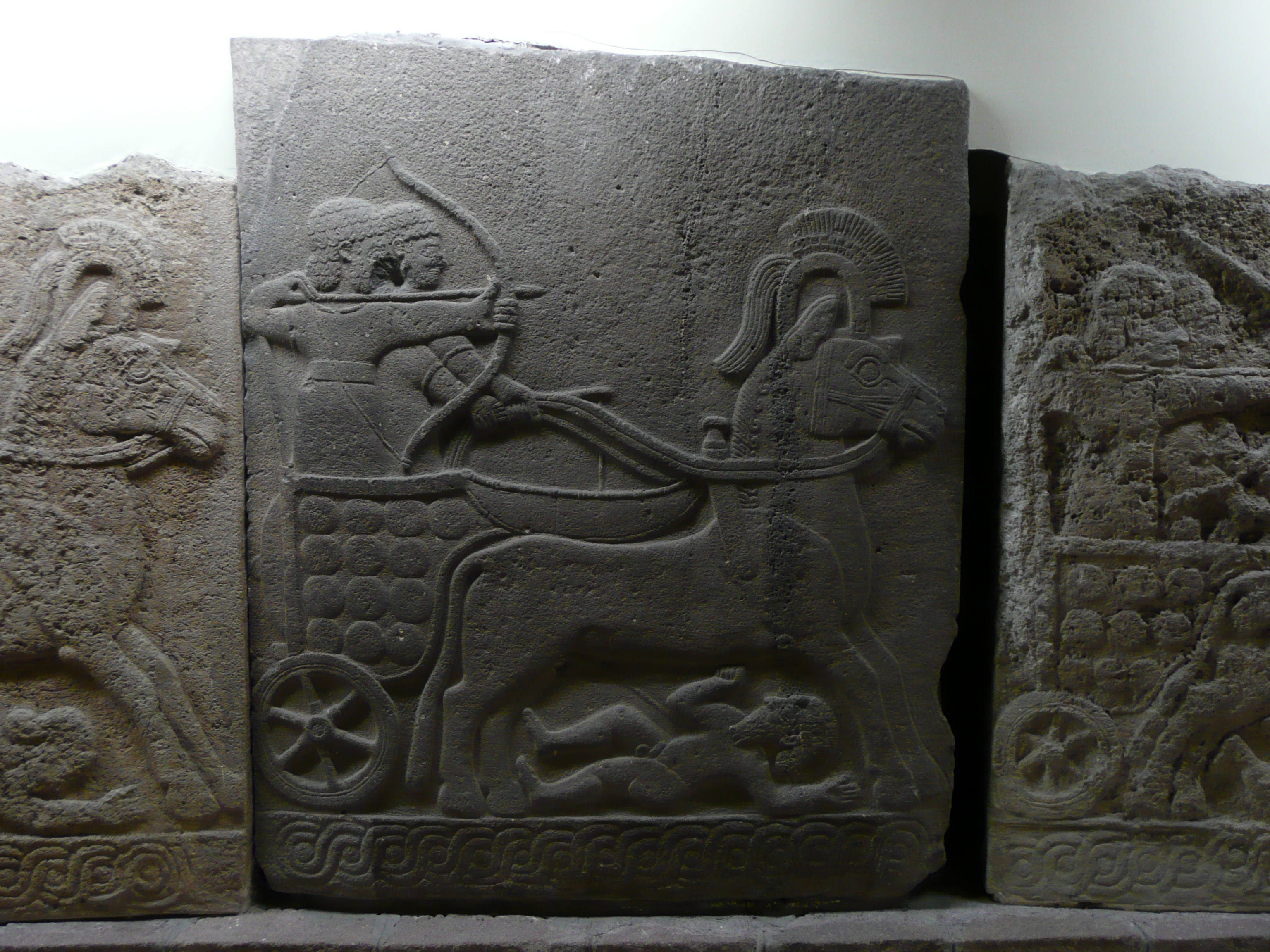
Un char de guerre hittite monté par deux guerriers, bas-relief de Karkemish représentant une scène de chasse. Musée des civilisations anatoliennes d'Ankara.

Les textes égyptiens (avec quelques divergences) et les reliefs décrivent en détail les troupes mobilisées par les Hittites. Muwatalli aurait levé des contingents parmi tous ses vassaux ainsi que des moyens financiers considérables pour les équiper :

« Le vil ennemi du Hatti avait rassemblé autour de lui tous les pays étrangers, jusqu'aux confins de la mer : le pays du Hatti était venu tout entier, le Naharina (sans doute le Mittani) de même, l'Arzawa, Dardanya, les Gasgas, les gens de Masa, les gens de Pitassa, d'Arawanna, Karkisa, Lukka, Kizzuwatna, Karkemish, Ougarit, Qode, le pays de Nuhasse tout entier, Mushanesh et Qadesh. Il n'avait laissé aucun pays qu'il n'ait amené parmi toutes ces lointaines contrées, leurs chefs étaient là avec lui, chacun avec son infanterie, et sa charrerie, une formidable multitude, sans pareille. Ils recouvraient les collines et les vallées, ils ressemblaient à des sauterelles, à cause de leur grand nombre. Il n'avait laissé aucun argent dans son pays, il en avait dépouillé toutes ses possessions, pour le donner à l'ensemble des contrées étrangères, afin de les amener combattre avec lui »

— Poème de Pentaour.
L'identification des pays mobilisés n'est pas toujours certaine. Après le Hatti le texte mentionne le Naharina qui correspond sans doute au Mittani qui est alors devenu un vassal des Hittites, puis les pays de l'ouest et du nord anatolien soumis depuis le règne de Mursili II. Le premier et plus important est l'Arzawa, est évoqué en dépit du fait qu'il n'ait plus de réalité politique à cette époque car il a été éclaté entre trois entités politiques (Hapalla, Mira-Kuwaliya et le Pays de la rivière Seha). Dardanya (Dardanie ?) correspond peut-être à la Troade, Masa à la Mysie, les Lukkas sont assurément les habitants de la Lycie, les Gasgas sont un peuple vivant au nord du Hatti et souvent un adversaire pour celui-ci ; la localisation des autres pays de cette région, connus par les sources hittites, est incertaine. Après le Kizzuwatna qui correspond à une partie de la Cilicie, le texte énumère les vassaux syriens des Hittites, dont Qadesh qui est repassée de leur côté, auxquels il faut rajouter Alep dont le prince est mentionné plus loin. Il faut également évoquer l'Alshe, situé dans l'est anatolien, son prince étant figuré dans les bas-reliefs,,. Les légendes, textes et images évoquent en effet divers personnages éminents entourant Muwatalli, notamment plusieurs princes vassaux, et des frères du Grand roi, même si l'un d'eux, le futur Hattusili III, n'est pas présent alors qu'on sait par une autre source qu'il participe à la bataille avec les troupes de son royaume Hakpissa.
Cela aurait donc abouti à la constitution d'une force de 19 000 et 18 000 guerriers-teher entourant le roi, et surtout 3 500 chars de combat tirés par deux chevaux et montés par trois guerriers selon les représentations égyptiennes : un conducteur, un combattant avec un arc, plus un porte-bouclier qui n'était pas présent dans les représentations antérieures et serait une innovation de l'époque. En tout, cela ferait 47 500 combattants (et au moins 7 000 chevaux), donc une large supériorité numérique pour les Hittites,. Ces données ont manifestement pour but de glorifier l'exploit du roi égyptien, qui aurait vaincu une troupe largement supérieure en nombre à la sienne, représentant « tous les pays étrangers », ce qui correspond au topos du combat du roi défendant son royaume seul face aux forces du chaos venant de l'étranger. La description de l'origine géographique des troupes mobilisées est généralement considérée comme fiable car elle correspond bien aux pays sous domination hittite à cette période, mais elle n'est pourtant pas certaine,. Il est surtout probable que le nombre des troupes hittites ait été gonflé, a fortiori si on prend en considération le fait que Ramsès prétend qu'ils se cachaient derrière la ville de Qadesh. Cette modeste cité aurait bien eu du mal à dissimuler un camp de plus de 40 000 soldats avec sa logistique et ses milliers de chevaux qu'il fallait faire paître dans les espaces alentour,,.
Quoi qu'il en soit des débats sur les chiffres et l'origine des troupes, il apparaît que cette description correspond grossièrement à ce qui est connu de l'armée hittite, dont l'organisation ne se différencie pas fondamentalement de celle des autres armées du Bronze récent,,. La majorité des troupes est constituée de fantassins armés d'épées, de lances et d'arcs, faits en bronze et non pas en fer comme le veut une opinion courante, et protégés par des boucliers. Le corps d'élite est là aussi constitué par les chars de combat. La cavalerie montée est peu développée, réservée aux missions de surveillance et d'espionnage que l'on voit sur les bas-reliefs sur Qadesh. Les Hittites ont souvent recours aux troupes de leurs vassaux, dont les obligations contenues dans des traités de paix comportent la nécessité d'assister militairement et financièrement leur suzerain en cas de besoin. L'encadrement des troupes hittites comprend le roi et les hauts dignitaires de la cour hittite, en particulier le Chef de la garde royale (les MEŠEDI) qui est généralement un frère du roi. S'y joignent les rois des dynasties hittites collatérales installées dans des cités syriennes, les « vice-rois » de Karkemish et d'Alep, représentées sur les reliefs de Qadesh. Ils jouent le rôle de relais du pouvoir hittite dans la région et sont donc au premier rang face aux Égyptiens et des Assyriens qui convoitaient la Syrie. Les autres agents du pouvoir hittite présents en Syrie sont les « Fils du roi » (au sens métaphorique), qui se trouvent dans les royaumes vassaux. Ils ont pu être actifs dans la préparation du conflit, aussi bien dans les aspects logistiques que dans ceux liés à l'information qui joue un rôle crucial dans ce conflit.
Parmi les documents cunéiformes datés de la période de la rivalité égypto-hittite, la « lettre du général » retrouvée à Ugarit fournit une description vivante des réalités militaires de l'époque. Sa datation est débattue : elle pourrait dater de l'époque de la bataille de Qadesh, mais il semble qu'elle soit plus ancienne et remonte aux premiers affrontements entre les deux, dans la première moitié du XIVe siècle av. J.-C. L'identité de l'expéditeur comme celle du destinataire sont inconnues, mais il s'agit d'un général appartenant au camp hittite, stationné dans l'Amurru, qui informe son souverain (un vassal des Hittites, ou le roi hittite lui-même) de la situation de ses troupes, qui surveillent les mouvements des troupes égyptiennes dans l'attente de leur attaque, :

« Cela fait cinq mois que je suis installé en pays d'Amurru et que je les surveille jour et nuit. Je les surveille ainsi : je surveille leurs routes et leurs accès. La moitié de mes chars est disposée au bord de la mer et l'autre moitié à la lisière des monts Liban. Quant à moi, personnellement, je me suis installé là-bas, dans le bas pays. Les pluies tombent, l'eau monte mais nous ne nous retirons pas. Maintenant, qu'(en ?) un jour l'eau soit très haute, les hommes de garde se retireraient et nous ne saurions pas si ravitaillement et renforts étaient introduits. Mon seigneur, quelle issue d'ici ai-je maintenant ? Depuis cinq mois, le froid me mord, mes [chars] sont brisés, mes chevaux sont morts, mes soldats disparus [mais moi,] je reste bel et bien [ic]i. Que passent neuf mois, [que passe une an]née, mais qu'on en finisse une bonne fois avec mes ennemis ! (...)

Mes hommes [ont] été attaqués en pleine nuit et ils se sont livré bataille ; mes hommes les ont repoussés et ont entassé leurs équipements mais ils (les attaquants) ont pu se tirer de ce mauvais pas et un seul d'entre eux a été fait prisonnier. Je l'ai interrogé au sujet du roi d'Égypte; il (m'a dit) : « le roi d'Égypte sort mais il sort sans rien ; à la fête du mois qui vient, on lui fournira de l'équipement/son équipement sera mobilisé et le roi sortira derrière l'équipement. » (...)

Il est à craindre que le roi d'Égypte arrive rapidement car nous n'aurions pas le dessus. Il est à craindre que le roi d'Égypte sorte, mais s'il ne sortait pas et c'était la troupe des archers qui sortait, j'aurais le dessus. Que le roi assigne donc troupes et chars, que nous puissions livrer bataille et avoir le dessus. Si c'est bien la troupe des archers qui sort et je ne me bats pas avec elle, mon seigneur sait bien que chaque année elle sortira, quotidiennement on se portera contre nous. En vérité, nous devons certainement entrer en contact avec eux lorsqu'ils effectueront leur prochaine sortie et si les dieux nous l'accordent, nous lui marcherons sur le ventre en pays étranger et on en finira une bonne fois avec mes ennemis. »

## Déroulement de la bataille
Depuis leur redécouverte et leur publication, les sources antiques sur la bataille de Qadesh ont fait l'objet de nombreuses études, parfois très poussées dans l'analyse militaire et tactique. Elles ont été initiées par l'étude fondatrice de James Henry Breasted en 1903, dont l'interprétation a par la suite été affinée par d'autres chercheurs (Raymond Oliver Faulkner, Alan Henderson Gardiner, etc.), notamment à l'aide des sources hittites. Ils se sont rangés aux grandes lignes de la reconstruction du déroulement de la bataille par le premier : l'affrontement se déroule sur deux jours, initié par une tactique de désinformation et d'attaque surprise des Hittites, qui réussissent dans un premier temps à assaillir le campement égyptien avant d'être mis en échec au soir du premier jour par la résistance égyptienne menée par Ramsès ; le second jour voit une passe d'armes qui se solde par un armistice entre les deux parties. Cette reconstruction qui est la plus couramment admise est contestée par d'autres historiens extrêmement sceptiques sur la description donnée par Ramsès et qui proposent un déroulement alternatif, en particulier Hans Goedicke. Selon lui, il n'y aurait pas eu d'attaque surprise hittite mais un affrontement prévu, l'ampleur de la bataille est exagérée par les textes (ce serait une simple escarmouche), mais elle aurait cependant pu durer jusqu'à trois jours. Par commodité la version la plus courante sera suivie ici.
Les sources égyptiennes fournissent en tout cas un matériau inédit sur le déroulement d'une bataille dans la Haute Antiquité dont il serait dommage de se priver : elles décrivent les préparatifs, les forces en présence chiffres à l'appui, les différents types d'unités, les mouvements et les tactiques des combattants. De quoi satisfaire les spécialistes d'histoire militaire. Mais pourtant il ne faut pas oublier que le but premier de ces récits et de ces images n'est pas de raconter la bataille, mais de s'en servir pour illustrer le fait que Ramsès II est un roi idéal, aimé des dieux, d'un courage et d'une adresse au combat inégalés. Il est donc impossible de prendre tout le contenu de ces documents pour argent comptant, de la même manière qu'il ne faut pas non plus les reléguer au rang de simple fable. Au surplus, les différents textes et les images présentent des informations différentes et même parfois contradictoires. Leur analyse nécessite de lire entre les lignes, le problème étant de déterminer quelles sont les informations les plus crédibles et lesquelles sont à rejeter, ce qui peut être assez périlleux. Cela est bien illustré par le fait que les historiens ne sont pas d'accord sur les détails du déroulement de la bataille (même ceux qui s'accordent généralement sur les grandes lignes) et aussi sur l'interprétation du résultat de l'affrontement.

### L'avancée des troupes égyptiennes vers Qadesh

Schéma de la position et des mouvements des différentes unités militaires au moment de l'offensive surprise des chars hittites, selon la description égyptienne et les propositions d'A. Spalinger.

Les troupes égyptiennes mettent environ un mois à parvenir dans la plaine de la Bekaa depuis leur départ d'Égypte, et reçoivent en chemin l'hommage de plusieurs vassaux cananéens. Elles arrivent dans la plaine de Qadesh par la vallée de l'Oronte, et doivent traverser le fleuve à un gué situé au lieu nommé Shabtouna, une vingtaine de kilomètres au sud de Qadesh, qu'elles atteignent après avoir traversé le bois de Laboui, vraisemblablement situé sur la rive droite de l'Oronte. Selon le Bulletin, Ramsès reçoit alors deux transfuges Shasou prétendant avoir quitté le camp hittite, qui disent que Muwatalli est localisé avec ses troupes à Alep, 190 kilomètres plus au nord. Il s'agit en réalité d'une manœuvre de désinformation car l'armée hittite est déjà installée juste au nord-est de Qadesh,,.
Au matin du 9e jour du troisième mois de Chémou (vers le début du mois de mai), les troupes égyptiennes trompées par les agents doubles à la solde des Hittites se jettent dans la gueule du loup. Le roi et ses proches, avec sa garde et la division d'Amon (et peut-être les Na'arin) franchissent en premier l'Oronte au gué de Shabtouna pour se rendre sur sa rive gauche et établissent leur camp à l'ouest de Qadesh, à l'opposé de la position des Hittites qui sont stationnés au nord-est derrière la ville, apparemment invisibles depuis la position des Égyptiens. Les bas-reliefs d'Abou Simbel montrent le campement égyptien installé, délimité par des boucliers et dominé par la grande tente où le roi tient son conseil de guerre, tandis que tout autour les soldats s'affairent à réparer leurs armes, nourrir leurs chevaux et d'autres activités, sans se douter de l’imminence du combat. Des patrouilles sont mises en place. Selon le récit rapporté par le Bulletin, une d'elles réussit à capturer deux éclaireurs hittites qui, après une bastonnade (illustrée elle aussi sur les bas-reliefs), révèlent la position réelle de leurs troupes :

« Sa Majesté leur demanda encore : « Où est-il, lui, le prince de Hatti ? Voyez, j'ai entendu dire qu'il était au pays d'Alep, au nord de Tunip ». Ils répondirent à Sa Majesté : « Vois, le vil prince du Hatti est venu avec les contrées innombrables qui sont avec lui et qu'il a acquises par force et toutes les contrées qui se trouvent dans le pays du Hatti [...]. Ils sont pourvus de leurs armées et de leurs charreries, et sont plus nombreux que les grains de sable de la berge. Et vois, ils se tiennent en armes, prêts au combat derrière Qadesh l'Ancienne ». »

— Bulletin, traduction de P. Grandet.
Les épisodes des faux informateurs et des espions hittites occupent la majeure partie du récit du Bulletin, alors que le Poème n'en parle pas et dit que les troupes égyptiennes ne s'attendent pas à l'attaque hittite quand elle survient.
À ce moment, la division de Rê a traversé l'Oronte et se dirige vers le camp. À sa suite, celle de Ptah sort du bois de Laboui et marche vers le gué de Shabtouna. Quant à la division de Seth, elle est encore plus au sud. Les lignes égyptiennes sont étirées sur une bonne quarantaine de kilomètres,,.

### L'offensive hittite
Les stratèges hittites ont manifestement bien préparé la bataille et développé un plan qui consiste en une embuscade visant, soit à capturer ou tuer Ramsès alors privé des trois quarts de ses forces, soit à détruire l'armée égyptienne morceau par morceau, en profitant de son étalement qui la rend vulnérable tout en évitant la confrontation directe avec la totalité de l'armée ennemie. La description de la bataille découle essentiellement du récit rapporté par le Poème, qui décrit trois scènes de bataille et s'attarde plus longuement sur l'attitude du roi envers ses subordonnés (réprimandes du roi, éloges des soldats) et ses ennemis (vaillance, combat triomphal avec l'aide d'Amon). Le Bulletin est plus succinct sur les affrontements.
L'attaque est déclenchée contre la deuxième division, celle de Rê, au moment où Ramsès apprend la réalité de la position de ses ennemis :

« Mais comme Sa Majesté était assise à tenir conseil avec ses officiers, le vil vaincu de Hatti s'était avancé avec son armée et sa charrerie, ainsi que tous les pays étrangers qui étaient avec lui, dans l’intention de traverser le gué au sud de Qadesh. Soudain, ils enfoncèrent l'armée de Sa Majesté, qui progressait, ignorante du danger. Alors l'armée et la charrerie de Sa Majesté s'effondrèrent, courant devant eux vers le nord pour rejoindre l'endroit où se trouvait Sa Majesté. Les rangs des vaincus de Hatti encerclèrent alors la garde de Sa Majesté qui était à ses côtés. »

— Bulletin, traduction de P. Grandet.
Les chars hittites (2 500 selon les textes égyptiens), positionnés sur la rive droite de l'Oronte, franchissent le fleuve et provoquent la déroute de la division de Rê, encore en approche du camp et qui ne peut réagir. Ils remontent ensuite vers le nord en direction du camp égyptien où la division d'Amon n'a pas eu le temps de se placer en ordre de bataille. Cette première partie de l'engagement est un revers cinglant pour les troupes égyptiennes. Leur camp commence à être investi et Ramsès est directement menacé,,. Muwatalli, positionné de l'autre côté de l'Oronte avec l'ensemble de ses troupes à pied, peut contempler le succès de sa charrerie.

### La réaction égyptienne

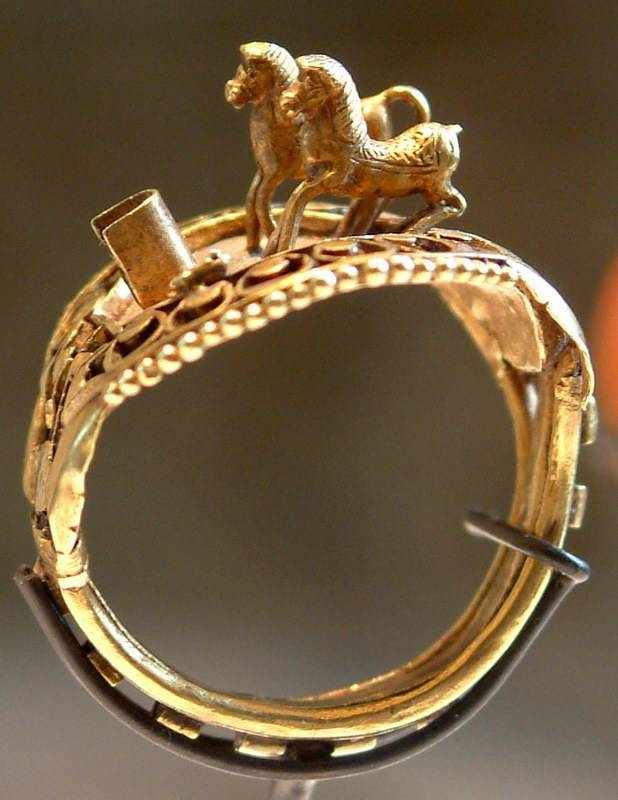
Bague en or du Nouvel Empire représentant deux chevaux qui pourrait être une commémoration de ceux qui ont tiré le char de Ramsès II lors de la bataille de Qadesh, Musée du Louvre.

Le pillage du camp égyptien démobilise peut-être une partie des troupes hittites. En tout cas, Ramsès a eu le temps de se réarmer et de mettre ses fils à l'écart. Au moins une partie de la division d'Amon est prête au combat, tandis que les Na'arin (évoqués seulement par les bas-reliefs et leurs légendes, et dont la présence est peut-être ignorée de l'ennemi) rejoignent le camp à la hâte depuis le nord, créant un apport décisif pour vaincre l'encerclement des troupes égyptiennes par les Hittites, qui de leur côté reçoivent des renforts (dont 1 000 chars supplémentaires). Dans le même temps, la division de Ptah est prévenue de l'assaut et hâte sa marche pour rejoindre le champ de bataille au plus vite. Les récits égyptiens font alors la part belle à l'action du Pharaon, qui aurait tenu tête seul aux hordes ennemies assaillant son campement. Il en ressort en tout cas que les troupes égyptiennes ont su renverser le cours du combat en leur faveur : les Hittites sont repoussés. Les reliefs égyptiens illustrent leur débâcle pour en faire ressortir l'aspect pathétique : ils sont forcés de battre en retraite en direction d'une zone marécageuse où beaucoup de soldats se seraient noyés, parmi lesquels un frère de Muwatalli, ce dernier assistant impuissant à l'éparpillement et au massacre de ses troupes depuis l'autre rive de l'Oronte,,.

### Les derniers combats et la trêve
Au soir du premier jour de la bataille, la division de Ptah rejoint le gros de l'armée, et les dernières troupes hittites sont refoulées hors du camp. La division de Seth arrive sans encombre par la suite. Suivant le Poème, Ramsès est alors acclamé par ses troupes pour sa bravoure au combat, mais il réagit fermement en blâmant ses soldats pour leur lâcheté.
Le lendemain, les troupes égyptiennes enfin réunies au complet et les troupes hittites encore nombreuses auraient fait une passe d'armes à l'initiative de Ramsès qui voudrait encore en découdre, mais selon le Poème ses ennemis auraient refusé l'affrontement. La réalité de ces combats du second jour est souvent remise en question. Quoi qu'il en soit, même s'ils ont bien eu lieu ils ne semblent pas changer le cours de la bataille,,.
Dans l'impasse, les deux camps cessent le combat. Suivant la description égyptienne des événements rapportée par le Poème, c'est à ce moment que Ramsès reçoit un courrier de Muwatalli qui lui demande le « souffle de vie », c'est-à-dire de lui accorder sa bénédiction en l'épargnant après sa victoire. Il s'agit plus certainement d'une demande d'armistice proposant à Ramsès de le laisser repartir sans encombre. Après avoir réuni son conseil, le roi égyptien accepte la proposition et repart dans son pays. Loin de ses bases et après avoir échappé à une débâcle, il s'agit sans doute pour le Pharaon de conserver ses forces encore disponibles et de les renforcer pour ensuite revenir dans la Bekaa pour faire valoir ses prétentions. Les deux ennemis se quittent en effet sans conclure de traité de paix : il s'agit donc d'une trêve,,. 
Les bas-reliefs d'Abou Simbel illustrent le retour triomphal du roi sur son char, suivi par ses officiers et le reste des troupes, tandis que les soldats et les scribes comptent les mains coupées aux ennemis tués au combat de façon à les dénombrer. Le butin semble maigre, constitué de quelques chevaux pris à l'ennemi.

## Les suites de la bataille

### Les derniers affrontements égypto-hittites et la conclusion de la paix

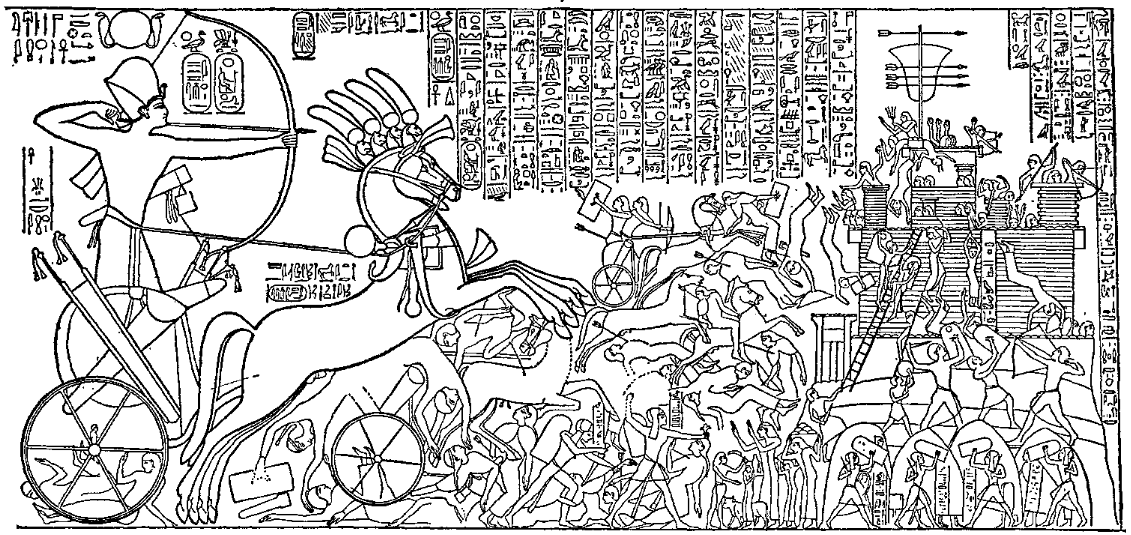
Le siège de Dapour par Ramsès II et ses troupes, d'après un bas-relief du Ramesséum.

Une fois les troupes égyptiennes reparties, les Hittites réussissent à reprendre le contrôle de l'Amurru, une dizaine d'années après sa défection. Son roi Bentesina est remplacé par un certain Sapilli, et il rejoint l'entourage du prince Hattusili. Si on suit un récit laissé par ce dernier une fois qu'il est devenu roi, les troupes hittites lancent ensuite une offensive contre le pays d'Apu (ou Upi, Aba), dans la région de Damas, un vassal de l'Égypte. Ramsès revient en Amurru durant la huitième année de son règne, et réussit à prendre la cité de Dapour, événement commémoré sur les murs du Ramesséum. Puis il revient encore la dixième année (vers 1270 av. J.-C.). Aucun succès durable ne ressort pour lui de ces affrontements. Le conflit entre l'Égypte et les Hittites s'achève peu après (on ne sait pas précisément quand), sur une situation de statu quo voyant un retour aux frontières telles qu'elles étaient avant les campagnes de Séthi Ier. Ni l'Amurru, ni Qadesh ne regagnent le camp égyptien,.

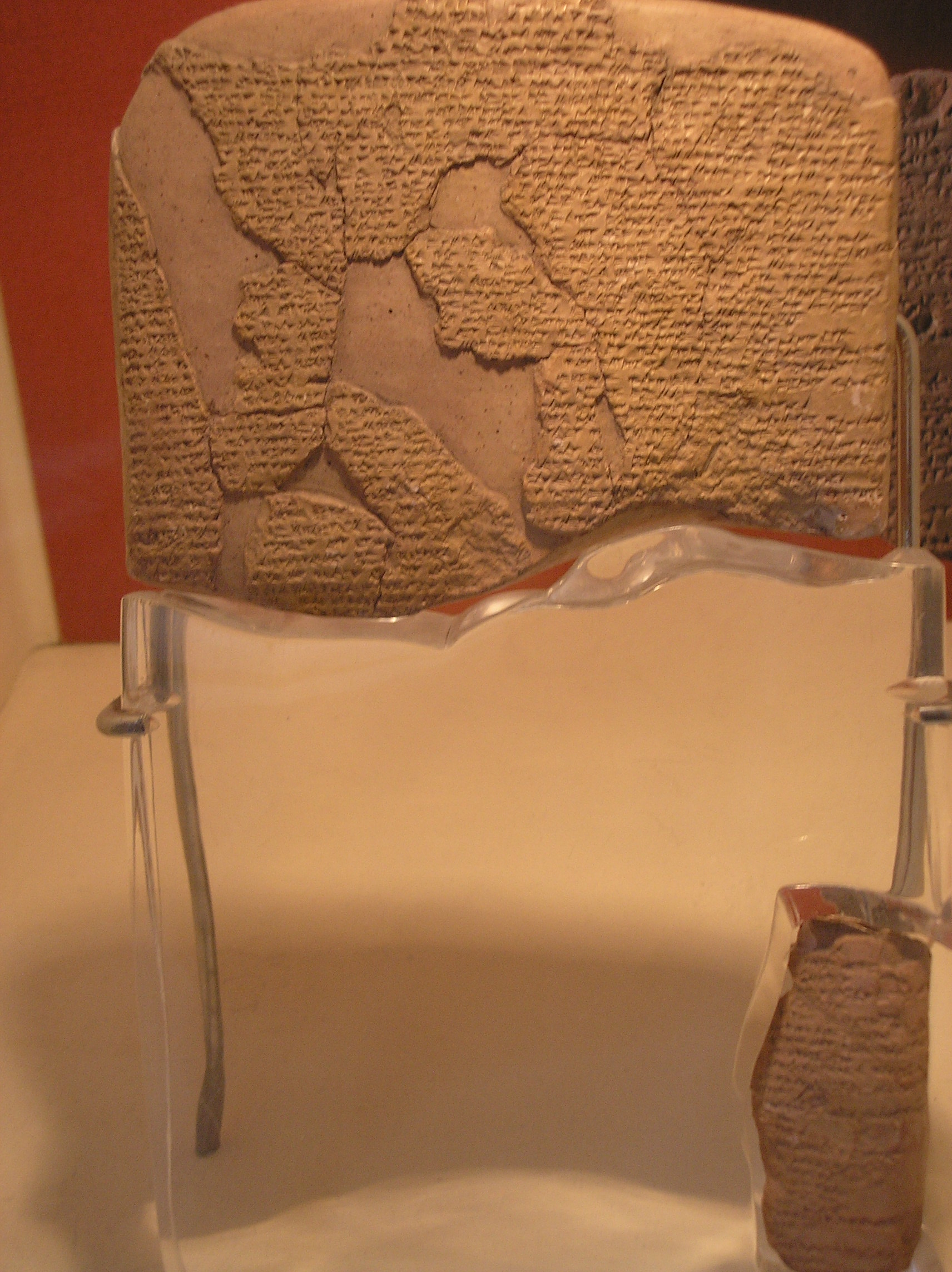
Copie de la version du traité égypto-hittite retrouvée à Hattusa (Musée archéologique d'Istanbul).

La situation pacifique qui s'est installée entre les deux royaumes est formalisée vers 1259 av. J.-C. par le « traité éternel » conclu entre Ramsès II et Hattusili III. Ce dernier, frère de Muwatalli, est monté sur le trône après avoir évincé son neveu Mursili III (ou Urhi-Teshub), héritier légitime mais peu solide d'autant plus qu'il était le fils d'une concubine et non de la reine en titre. Cette usurpation a incité Hattusili à conclure un accord avec le roi égyptien, ce dernier ayant qui plus est probablement fourni l'asile à son neveu. Un autre motif de tension, qui semble ressortir de certaines lettres mises au jour à Hattusa, pourrait être lié aux séquelles du conflit précédent, et au fait que chacun des deux belligérants revendique la victoire, contre l'avis de l'autre. La situation internationale est également en train de changer, et désormais les Hittites doivent affronter la menace de l'Assyrie, qui se fait de plus en plus pressante et est plus dangereuse que l'Égypte. 
Le contenu du traité est connu par une version recopiée sur les murs du Ramesséum et du temple d'Amon de Karnak,, ainsi qu'une version sur une tablette d'argile retrouvée dans les ruines de Hattusa, la capitale hittite. Il contient plusieurs clauses assurant la reconnaissance de la légitimité de Hattusili par Ramsès, et met en avant la situation de paix et fraternité qu'il instaure entre les deux dynasties :

« Ramsès, Grand Roi, Roi d'Égypte, est en bonne paix et bonne amitié avec [Hattusili], Grand Roi du Hatti. Les fils de Ramsès-aimé-d'Amon, [Grand Roi], Roi d'Égypte, seront en paix et [en fraternité avec] les fils de Hattusili, Grand Roi, Roi du Hatti, pour toujours. Et ils resteront dans les mêmes relations de fraternité [et de] paix comme nous, ainsi l'Égypte et le Hatti seront en paix et en fraternité comme nous pour toujours. Ramsès-aimé-d'Amon, Grand Roi, Roi d'Égypte, n'ouvrira pas à l'avenir d'hostilités contre le Hatti pour y prendre quoi que ce soit, et Hattusili, Grand Roi, Roi du Hatti, n'ouvrira pas à l'avenir d'hostilités contre l'Égypte pour y prendre quoi que ce soit. »

— Traité entre Ramsès II et Hattusili III, version de Ramsès II retrouvée à Hattusa.
Par la suite, les relations entre la cour hittite et celle d'Égypte sont cordiales : des lettres retrouvées à Hattusa montrent que les deux rois correspondaient régulièrement entre eux, mais aussi les reines et les princes,. À deux reprises Ramsès prit pour épouse une fille de son homologue hittite,,.

### Qui a gagné?
Du fait des évidentes exagérations des documents égyptiens relatant la bataille, le résultat final de celle-ci est discuté. L'idée selon laquelle l'armée de Ramsès II a gagné la bataille comme il le prétend est remise en cause. S'ils dénigrent les ennemis du Pharaon, les documents égyptiens ne sont pas tendres avec leurs propres troupes, du moment que cela met encore plus en relief l'action du roi : ils accusent de lâcheté ceux qui n'auraient pas tenu leur rang au combat, et relèguent au second plan des corps qui ont manifestement joué un rôle décisif dans la réaction contre les Hittites, comme les Na'arin (dont le rôle est rétabli par les bas-reliefs). Des défaillances dans l'appareil militaire égyptien sont également décelables : le fait que les Égyptiens soient facilement tombés dans le piège tendu par leur adversaire, s'il ne s'agit pas d'une invention des récits, tant l'idée que l'armée hittite ait pu se cacher est étonnante, ainsi que la débandade d'une partie des troupes qui s'est ensuivie. Ils sont imputables au moins en partie au chef de l'armée en personne.
Assurément, le conflit dont fait partie la bataille de Qadesh a été perçu comme une victoire par les Hittites, comme le montrent les deux documents datés des règnes de Hattusili III et de Tudhaliya IV déjà évoqués, qui disent que les troupes égyptiennes ont été vaincues du fait du résultat final voyant l'Amurru revenu dans le giron hittite. Pour autant, le déroulement du combat rapporté par les sources égyptiennes, qui est généralement considéré comme fiable, montre plusieurs échecs hittites : en dépit de leur supériorité numérique, du choix du terrain et de leur succès initial dû à une stratégie bien pensée, ils ne sont pas en mesure d'infliger une défaite totale à l'adversaire alors qu'elle lui semblait promise.
La bataille a donc pu être présentée par des historiens comme une victoire égyptienne ou du moins comme un succès tactique, mais le résultat final est souvent vu de façon nuancée, comme une demi-victoire ou bien une victoire pour aucun des deux, donc une impasse,,,,. Le fait que les Égyptiens n'aient aucun gain territorial mais au contraire perdent la domination sur l'Amurru interdit en tout cas de voir le conflit comme une victoire égyptienne. S'il a peut-être remporté la bataille, Ramsès a vu son pays perdre la guerre face aux Hittites, ce qui peut être résumé par la formule : « Ramsès a gagné, l'Égypte a perdu ».

### La mise en récit de la bataille: l'épopée deRamsèsII

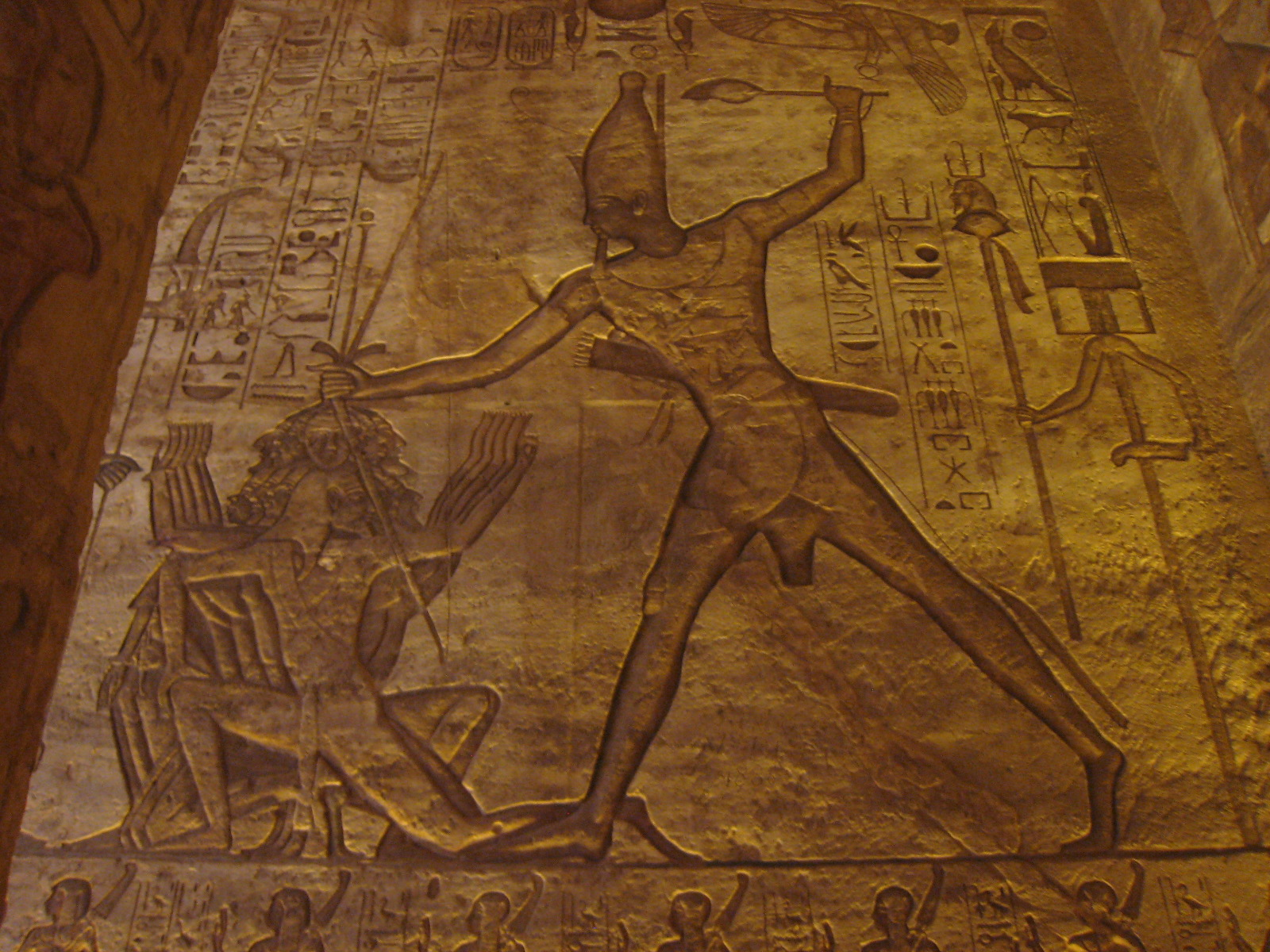
Ramsès II maîtrisant des prisonniers ennemis, temple principal d'Abou Simbel.

Que l'issue de la guerre contre les Hittites ait été peu flatteuse pour les troupes égyptiennes ou pas, il est évident que Ramsès II a vu dans la bataille de Qadesh un événement fondateur pour son règne, une véritable « épreuve du feu » face à son plus grand rival, et sans cela elle ne serait pas aussi bien connue. Le roi était alors seulement dans sa cinquième année de règne, qui avait débuté alors qu'il était encore jeune. Cet affrontement l'a sans doute profondément marqué sur le plan personnel, parce qu'il a failli y perdre beaucoup et qu'il a dû faire montre de ses qualités. Certains chercheurs estiment qu'il est peu probable que Ramsès ait fait autant de tapage sur une bataille s'il n'avait pas de bonnes raisons de la considérer comme une victoire sur le plan personnel. Quoi qu'il en soit, la propagande égyptienne a transformé cette bataille pas franchement glorieuse pour son armée en victoire légendaire. Le Poème s'attarde plus sur le lien entre Ramsès et le dieu Amon, dont il décrit l'intervention auprès du roi sur le champ de bataille, tandis le Bulletin ne parle pas de cela et attribue la victoire au courage et à la vaillance de Ramsès.
De ce fait, le déroulement exact du conflit peut paraître secondaire, ce qui doit ressortir des nombreux documents qui « reconstruisent » la bataille est le fait que Ramsès a eu l'occasion d'y prouver qu'il était unique parmi les hommes, digne de sa fonction et capable de protéger l'Égypte seul dans les pires circonstances. Les récits relatifs à cette bataille s'inscrivent dans un type de récit qui a été qualifié de « Conte royal » (en allemand Königsnovelle) courant sous le Nouvel Empire sous des formes très différentes,, par exemple dans le récit de la victoire de Kamosé contre les Hyksôs ou celui de la bataille de Megiddo remportée par Thoutmôsis III. Le roi se retrouve confronté à une épreuve qu'il doit surmonter seul par sa volonté d'agir, et remporte un triomphe inespéré qui prouve toute sa valeur et son éclat et donne un dénouement heureux au récit. Les récits sur Qadesh décrivent ainsi une fable à la gloire de Ramsès II : il tombe dans le piège tendu par un ennemi fourbe, se retrouve acculé, abandonné de tous et croit sa fin proche, mais par son courage et l'appui divin il évite la catastrophe. Tous les témoins de ses exploits (serviteurs ou ennemis) sont forcés d'admettre qu'il est unique par sa grandeur. Cela ressort bien dans le passage du Poème relatant le retour triomphal du roi en Égypte :

« Il revint en paix vers le Pays Bien-Aîmé avec son infanterie et sa charrerie ; toute vie, stabilité et force étaient auprès de lui, les dieux et les déesses assurant la protection magique de  son corps.
Il avait repoussé tous les pays à cause de la crainte qu'il inspirait, tandis que sa puissance avait protégé son armée. Tous les pays étrangers louaient et acclamaient son beau visage. »

— Poème de Pentaour, traduction de C. Lalouette.
La bataille de Qadesh a cela de particulier qu'elle est illustrée par de nombreux bas-reliefs qui retranscrivent en images les récits et les accompagne de divers commentaires ; le roi y est toujours figuré plus grand que les autres personnages, seul sur son char face aux chars ennemis, pour mettre en avant sa supériorité sur les autres participants au combat. Tout est fait pour que Ramsès apparaisse comme le rempart qui a sauvé l'Égypte contre les ennemis extérieurs symbolisant le chaos, qu'il défait tout seul au cours du combat. Suivant l'expression consacrée, il est celui qui combat le chaos (isfet) et rétablit l'ordre juste (maât). Le roi figure donc dans les récits sur l'affrontement de Qadesh comme digne de gouverner l'Égypte, parce qu'il était l'élu et le fils des dieux, et avant tout d'Amon. Cela ressort explicitement dans le Poème, au moment où le monarque adresse une longue prière au dieu alors qu'il se prépare à affronter l'ennemi tout seul, l'implorant de lui venir en aide alors qu'il s'est comporté comme un souverain pieux ; le dieu intervient alors :

« Je m'aperçois qu'Amon vient à mon appel ; il me donne sa main, et je suis joyeux ; derrière moi il s'écrie : « Face à face avec toi, Ramsès-aimé-d'Amon ! Je suis avec toi, c'est moi ton père, ma main est avec la tienne. Je vaux plus que des centaines de milliers d'hommes, moi, le maître de la victoire, qui aime la vaillance. » »

— Poème de Pentaour, traduction de C. Lalouette.

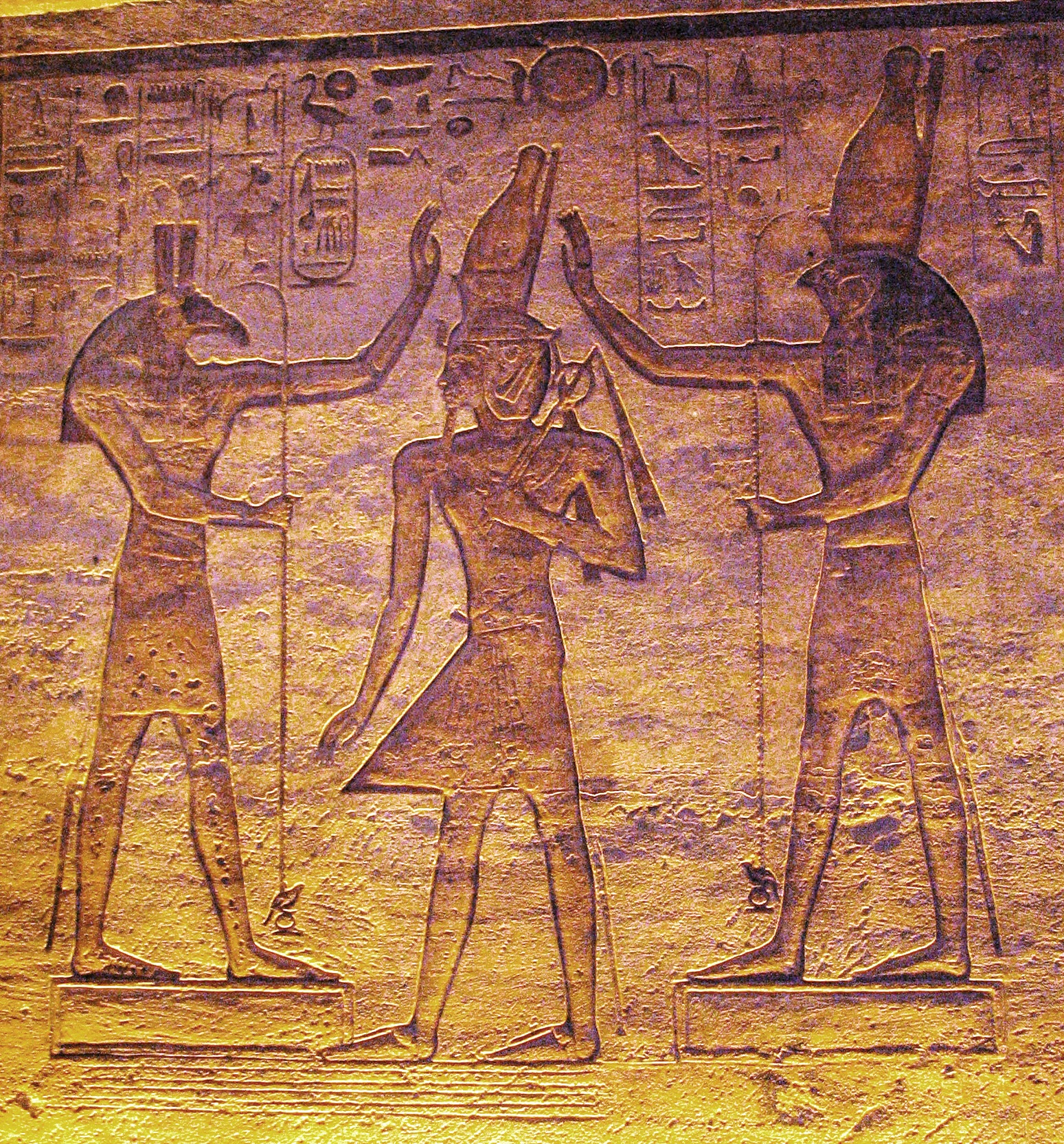
Les dieux Seth et Horus couronnant Ramsès II, petit temple d'Abou Simbel.

À cette période, les batailles sont vues comme des jugements divins, des ordalies dont l'issue est tranchée par les grands dieux : celui qui gagne est celui qui a leurs faveurs. Pour illustrer cela, on trouve une représentation d'Abou Simbel dans laquelle Amon tend l'épée-khépesh de la victoire à Ramsès maîtrisant des ennemis,. Dans le Poème et le Bulletin, Ramsès est présenté comme un guerrier au courage et à l'adresse au combat sans égal, abattant avec aisance ses ennemis en les criblant de flèches depuis son char :

« Alors il (Ramsès) monta sur Nakhtemouasé (« Victoire-dans-Thèbes »), son grand attelage, se lançant au galop tout seul. Sa Majesté était puissante, son esprit était intrépide, et on ne savait se mettre debout devant lui. Tout le terrain sur lequel il se tenait brûlait, et une flamme avait consumé tous les pays étrangers par sa chaleur. Ses yeux étaient féroces depuis qu’ils les avaient vus et sa puissance crachait du feu contre eux. Il lui était impossible de prêter la moindre attention fût-ce à un million d'étrangers, car il ne les considérait que comme des fétus de paille, quand il enfonçait les rangs des vaincus de Hatti, et des pays étrangers innombrables qui étaient avec eux, Sa Majesté ressemblant à Seth à la grande force, à Sekhmet au moment où elle se met en rage, Sa Majesté exterminant jusqu’au dernier homme l’armée du vaincu de Hatti, ainsi que ses nombreux officiers et tous leurs frères et tous les princes de tous les pays étrangers qui étaient venus avec lui. De leur armée et de leur charrerie les soldats se retrouvèrent tombés sur la face, l'un sur l'autre, Sa Majesté les tuant sur place, de sorte qu’ils formaient des rangées de cadavres devant ses chevaux, Sa Majesté étant toute seule, sans personne avec elle. »

— Bulletin, adapté de la traduction de P. Grandet,.
Est alors portée à son paroxysme l'image du roi-guerrier du Nouvel Empire. Le Poème fait reconnaître sa supériorité par le calame même de son adversaire Muwatalli II, dans un texte inventé pour l'occasion qui est un bon révélateur de l'idéologie royale égyptienne de la période :

« Ô souverain protecteur de son armée, vaillant grâce à son bras puissant, muraille pour ses soldats le jour du combat, roi de Haute et de Basse-Égypte, prince de la joie, Seigneur du Double Pays, Ousermaâtrê-Setepenrê, fils de Rê, maître de puissance, Ramsès-aimé-d'Amon, doué éternellement de vie, ton serviteur parle, afin de faire connaître que tu es le fils de Rê, issu de son corps et qu'il t'a donné tous les pays réunis en un seul. Le pays d'Égypte et le pays du Hatti sont tes serviteurs ; ils sont tous à tes pieds ; Rê, ton père auguste, te les a donnés. »

— Poème de Pentaour, traduction de C. Lalouette.
Tout cela justifie la transformation de la bataille de Qadesh en véritable épopée de Ramsès II, qui trouvait un surcroît de légitimité dans les nombreux récits et représentations de celle-ci qu'il a commandités. Ils ont participé à sa légende et à en faire un modèle pour les dynasties suivantes,.

## Évocation moderne dans les arts et la culture
- La bataille de Qadesh est le sujet du dernier scénario de la campagne hittite dans Age of Empires: Definitive Edition.
- Ridley Scott place l'univers de son film Exodus: Gods and Kings en 1274 avant notre ère, la bataille de Qadesh y est alors présentée.
- Dans la seconde extension du jeu vidéo Assassin's Creed Origins, Curse of the pharaohs, un lieu de l'Au-delà modélise une partie de l'état du champ de bataille après la fin de cette dernière.